# Vita privata di Adolf Hitler

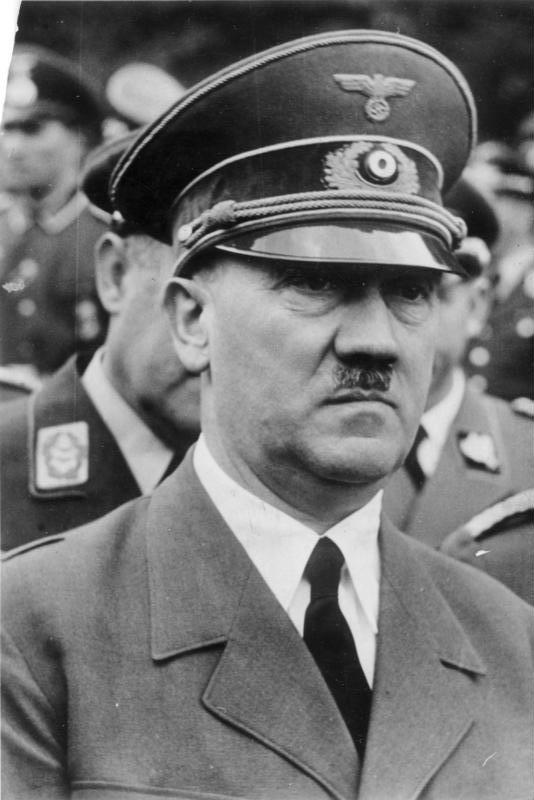
Hitler nel 1937

La vita privata di Adolf Hitler fu certamente un aspetto di più secondaria importanza rispetto all'impatto che egli ebbe nella Germania della sua epoca e più in generale durante gli eventi che caratterizzarono la seconda guerra mondiale. Tuttavia, i molti biografi che hanno dedicato delle pagine, ad esempio, sulla sua personalità, le sue relazioni sentimentali e i gusti letterari e artistici, possono essere utili a comprendere meglio il perché delle sue scelte politiche e a inquadrare meglio il tipo di "Germania ideale" che lui sperava di concretizzare. Oltre che da una fitta bibliografia, la vita privata di Hitler è stata approfondita in documentari e, sebbene in un'ottica più romanzata, film biografici.

## Famiglia e vita sentimentale

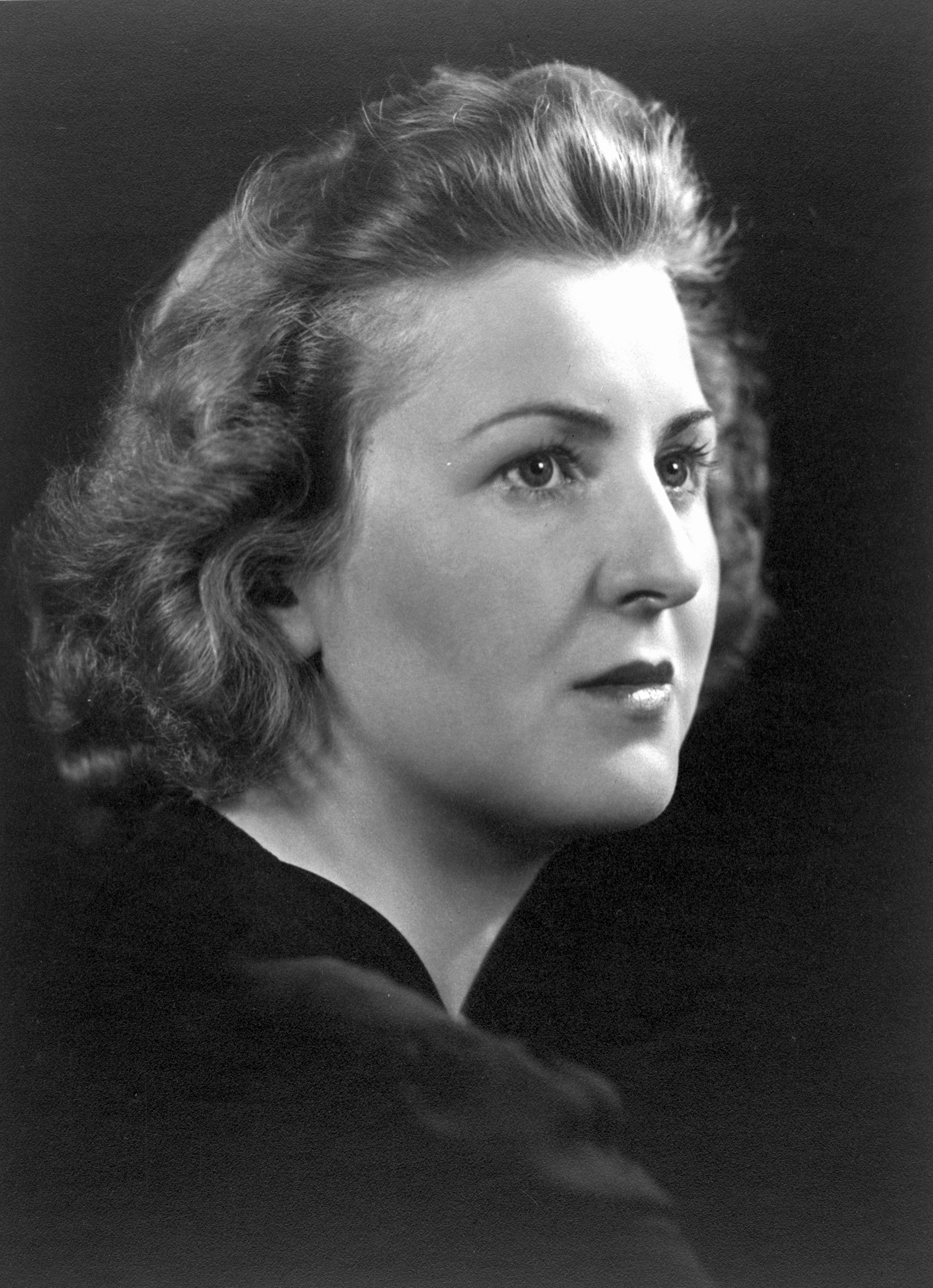
Eva Braun

Sebbene non vi siano prove certe, molti storici individuano nella sua nipote Angelika Raubal, oltre alla più celebre Eva Braun, la sua amante. Altre donne che furono molto vicine a Hitler erano la regista Leni Riefenstahl e la britannica Unity Mitford. Nonostante l'opposizione del Partito Nazista nei confronti dell'omosessualità e la persecuzione degli omosessuali messi in atto dal regime, alcuni storici hanno ipotizzato che Hitler fosse omosessuale o bisessuale.

## Salute

### Salute mentale
Nel 1943 l'OSS, il servizio segreto statunitense operante nel periodo della seconda guerra mondiale, incaricò Walter C. Langer, un noto psicoanalista statunitense laureatosi nel 1923 a Harvard, di stilare un profilo della psicologia del dittatore per aiutare a fini strategici gli Alleati. Langer cercò testimonianze tra le persone che avevano conosciuto Hitler e si erano rifugiate negli Stati Uniti e analizzando tutte le notizie che giungevano sul dittatore dalla Germania presentò il suo lavoro intitolandolo Un'analisi psicologica di Adolf Hitler: la sua vita e leggenda scritta da Walter C. Langer. Secondo questa relazione, supportata anche dall'analisi psicoanalitica del 1943 intitolata Analisi della personalità di Adolf Hitler effettuata dallo psicologo Henry Murray, Hitler sarebbe stato uno psicopatico, affetto verosimilmente da schizofrenia paranoide, probabilmente affetto da impotenza, da omosessualità repressa e con tendenze suicide (poi realizzatesi). Alcuni hanno invece sostenuto che fosse asessuale, mentre altri respingono tali affermazioni, considerandole speculazioni propagandistiche o mediatiche. Si suppone che in totale abbia avuto sei amanti. Robert G. L. Waite ha invece ipotizzato un disturbo dell'umore o una personalità di tipo borderline.

### Salute fisica
Riguardo alla sua salute fisica, il dittatore tedesco soffrì durante la sua vita di varie malattie, sin dai tempi dell'adolescenza e della sua vita al fronte. Studi medici hanno attribuito a Hitler alcune possibili malattie, come la sifilide e la malattia di Parkinson (o un parkinsonismo), come si evince da diverse testimonianze videografiche e anche dall'ultimo filmato di Hitler in vita, dove la sua mano sinistra trema vistosamente a riposo e la sua andatura è lenta e goffa. Già nell'agosto 1935 dovette far estrarre un polipo dalla gola, che comportò delle ricadute successivamente. Sono state avanzate delle ipotesi anche su un suo eventuale monorchidismo (di cui già si speculava all'epoca, vedasi la canzone satirica britannica Hitler Has Only Got One Ball).

### Possibile uso di droghe
Il giornalista Norman Ohler attribuisce i comportamenti inspiegabili che Hitler terrà dal 1941 in poi a una dipendenza da stupefacenti, causata dai farmaci somministrati come "cocktail vitaminici" dal suo medico personale, Theodor Morell, che sarebbe stata superata solo poco prima della caduta mangiando molto zucchero per superare le crisi d'astinenza.

## Naturalizzazione tedesca
La storia della naturalizzazione tedesca di Adolf Hitler è abbastanza complessa e ha attirato l'interesse di molti studiosi.
Adolf Hitler nacque nel 1889 in un paesino dell'Austria, all'epoca parte dell'Impero austro-ungarico, e ne era cittadino.  Si stabilì poi nel 1913 in Germania, a Monaco. Dopo la guerra Hitler cominciò la sua attività politica, che lo portò a tentare un colpo di Stato nel 1923, venendo infine condannato per alto tradimento e finendo in prigione per nove mesi.
Poiché il governo bavarese tentò più volte di estradarlo in Austria, Hitler stesso nell'aprile 1925 chiese e ottenne la rinuncia alla cittadinanza austriaca, diventando apolide per diversi anni.
Sin da subito dopo cominciarono diversi tentativi di ottenere la cittadinanza tedesca, quasi sempre attraverso la nomina come pubblico ufficiale (era il metodo più semplice per ottenere la naturalizzazione, ai sensi della legge Reichs- und Staatsangehörigkeitsgesetzes del 1913): dopo diversi tentativi andati a vuoto, infine il 25 febbraio 1932 Hitler venne nominato come delegato dal governo dello Braunschweig al Reichsrat di Berlino, grazie a Dietrich Klagges (membro dell'NSDAP e ministro degli interni dello Stato libero di Brunswick), ottenendo subito anche la cittadinanza tedesca e potendo dunque partecipare appena in tempo alle elezioni presidenziali di marzo come sfidante di Hindenburg.
Nel 2007 presso il parlamento tedesco si tenne una discussione riguardo all'eventuale cancellazione postuma della cittadinanza di Hitler per renderlo nuovamente apolide, ma ciò non è possibile per la legge tedesca.

## Vegetarianismo
Si è diffusa l'opinione che Hitler fosse vegetariano. Ciononostante, le molte fonti dedicate alla dieta del Reich offrono resoconti tra di loro contraddittori: sebbene alcuni paiano confermare la sua scelta di voler seguire una dieta priva di carne, altri riportano che consumasse alimenti a base di carne.